# Рейсберген, Вим
Вилхе́лмюс (Вим) Гера́рдюс Ре́йсберген (нидерл. Wilhelmus "Wim" Gerardus Rijsbergen; род. 18 января 1952, Лейден, Южная Голландия) — нидерландский футболист и футбольный тренер. Выступал на позиции защитника.

## Карьера

### В сборной
В сборной Нидерландов Вим Рейсберген дебютировал 5 июня 1974 года в товарищеском матче со сборной Румынии, завершившимся со счётом 0:0. В том же году Рейсберген в составе сборной принял участие в чемпионате мира 1974 года, на котором сыграл во всех семи матчах и завоевал серебряные медали. В 1976 году Рейсберген принял участие в чемпионате Европы 1976 года на котором завоевал бронзовые медали. В 1978 году Рейсберген второй раз в составе сборной принял участие в чемпионате мира, на котором сыграл в трёх матчах группового этапа и вновь завоевал серебряные медали. Причём последний матч со сборной Шотландии, завершившийся поражением голландцев со счётом 2:3 стал для Рейсбергена последним в составе национальной сборной.
| №  | Дата            | Соперник          | Счёт | Голы | Турнир                    |
| 1  | 5 июня 1974     | Румыния           | 0:0  | -    | Товарищеский матч         |
| 2  | 15 июня 1974    | Уругвай           | 2:0  | -    | Чемпионат мира 1974       |
| 3  | 19 июня 1974    | Швеция            | 0:0  | -    | Чемпионат мира 1974       |
| 4  | 23 июня 1974    | Болгария          | 4:1  | -    | Чемпионат мира 1974       |
| 5  | 26 июня 1974    | Аргентина         | 4:0  | -    | Чемпионат мира 1974       |
| 6  | 30 июня 1974    | ГДР               | 2:0  | -    | Чемпионат мира 1974       |
| 7  | 3 июля 1974     | Бразилия          | 2:0  | -    | Чемпионат мира 1974       |
| 8  | 7 июля 1974     | ФРГ               | 1:2  | -    | Чемпионат мира 1974       |
| 9  | 20 ноября 1974  | Италия            | 3:1  | -    | Отборочный матч к ЧЕ 1976 |
| 10 | 30 апреля 1975  | Бельгия           | 0:1  | -    | Товарищеский матч         |
| 11 | 17 мая 1975     | ФРГ               | 1:1  | -    | Товарищеский матч         |
| 12 | 30 мая 1975     | Югославия         | 0:3  | -    | Товарищеский матч         |
| 13 | 25 апреля 1976  | Бельгия           | 5:0  | 1    | Отборочный матч к ЧЕ 1976 |
| 14 | 22 мая 1976     | Бельгия           | 2:1  | -    | Отборочный матч к ЧЕ 1976 |
| 15 | 16 июня 1976    | Чехословакия      | 1:3  | -    | Чемпионат Европы 1976     |
| 16 | 8 сентября 1976 | Исландии          | 1:0  | -    | Отборочный матч к ЧМ 1978 |
| 17 | 13 октября 1976 | Северная Ирландия | 2:2  | -    | Отборочный матч к ЧМ 1978 |
| 18 | 9 февраля 1977  | Англия            | 2:0  | -    | Товарищеский матч         |
| 19 | 26 марта 1977   | Бельгия           | 2:0  | -    | Отборочный матч к ЧМ 1978 |
| 20 | 31 августа 1977 | Исландии          | 4:1  | -    | Отборочный матч к ЧМ 1978 |
| 21 | 5 октября 1977  | СССР              | 0:0  | -    | Товарищеский матч         |
| 22 | 12 октября 1977 | Северная Ирландия | 1:0  | -    | Отборочный матч к ЧМ 1978 |
| 23 | 22 февраля 1978 | Израиль           | 2:1  | -    | Товарищеский матч         |
| 24 | 5 апреля 1978   | Тунис             | 4:0  | -    | Товарищеский матч         |
| 25 | 20 мая 1978     | Австрия           | 1:0  | -    | Товарищеский матч         |
| 26 | 3 июня 1978     | Иран              | 3:0  | -    | Чемпионат мира 1978       |
| 27 | 7 июня 1978     | Перу              | 0:0  | -    | Чемпионат мира 1978       |
| 28 | 11 июня 1978    | Шотландия         | 2:3  | -    | Чемпионат мира 1978       |

Итого: 28 матчей / 1 гол; 17 побед, 6 ничьих, 5 поражений.

## Достижения

### Командные
Сборная Нидерландов
- Серебряный призёр чемпионата мира (2): 1974, 1978
- Бронзовый призёр чемпионата Европы: 1976

«Фейеноорд»
- Чемпион Нидерландов: 1973/74
- Серебряный призёр чемпионата Нидерландов (4): 1971/72, 1972/73, 1974/75, 1975/76
- Обладатель Кубка УЕФА: 1973/74

«Нью-Йорк Космос»
- Чемпион NASL (2): 1980, 1982
- Серебряный призёр чемпионата NASL: 1981

«Утрехт»
- Обладатель Кубка Нидерландов: 1985

### Тренерские
«Волендам»
- Финалист Кубка Нидерландов: 1995

«Универсидад Католика»
- Серебряный призёр чемпионата Чили (2): 1999, 2001